# Yelena Soboleva

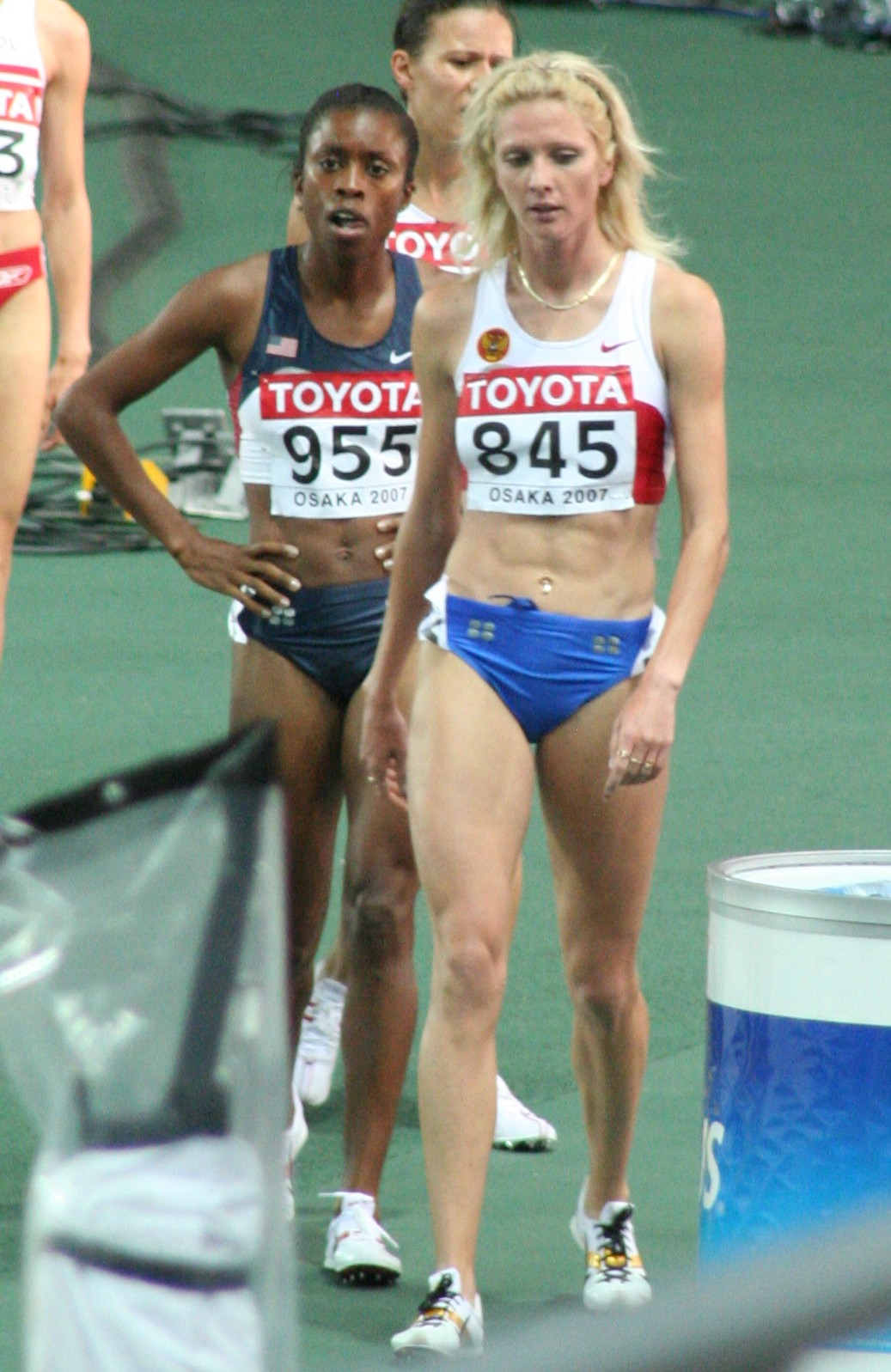
Yelena Soboleva (845) devant Treniere Clement (955) à Osaka en 2007

Yelena Soboleva  (en russe : Еле́на Со́болева), née le 3 août 1982, est une athlète russe spécialiste du demi-fond (1 500 m).
En février 2006, elle établit un nouveau record du monde en salle en 3 min 58 s 28 à Moscou. Un mois plus tard, elle remportait l'argent aux championnats du monde en salle dans cette même ville.
Lors des championnats du monde en salle de 2008 à Valence, elle bat le record du monde du 1 500 mètres en salle avec le temps de 3 min 57 s 71. Initialement victorieuse, elle est finalement disqualifiée pour dopage[réf. nécessaire] en 2008 et son record annulé.

## Palmarès

### Championnats du monde d'athlétisme
- Championnats du monde d'athlétisme de 2005 à Helsinki ( Finlande)
  - 4e sur 1 500 m
- Championnats du monde d'athlétisme de 2007 à Osaka ( Japon)
  -  Médaille d'argent sur 1 500 m

### Championnats du monde d'athlétisme en salle
- Championnats du monde d'athlétisme en salle de 2006 à Moscou ( Russie)
  -  Médaille d'argent sur 1 500 m
- Championnats du monde d'athlétisme en salle de 2008 à Valence ( Espagne)
  -  Médaille d'or sur 1 500 m

### Championnats d'Europe d'athlétisme
- Championnats d'Europe d'athlétisme de 2006 à Göteborg ( Suède)
  - 4e sur 1 500 m